# Anan Yodsangwal
Anan Yodsangwal (thailändisch อนันต์ ยอดสังวาลย์, * 9. Juli 2001 in Bangkok), auch als Fober bekannt, ist ein thailändischer Fußballspieler.

## Karriere

### Verein
Anan Yodsangwal erlernte das Fußballspielen in der Schulmannschaft der Tharnpanya School sowie in der Jugend des Lamphun Warriors FC in Lamphun. Hier unterschrieb er am 1. Januar 2020 seinen ersten Vertrag. Der Verein spielte in der dritten Liga. Am Saisonende 2020/21 wurde man Meister der Northern Region der dritten Liga und stieg in die zweite Liga auf. Sein Zweitligadebüt gab Anuntachok Yodsangwal am 5. September 2021 (1. Spieltag) im Heimspiel gegen den Kasetsart FC. Hier wurde er in der 85. Minute für den Brasilianer João Paulo eingewechselt. Lamphun gewann das Spiel durch das Tor von Arthit Sunthornpit in der 2. Minute mit 1:0. Am Ende der Saison feierte er mit dem Verein aus die Meisterschaft der zweiten Liga und den Aufstieg in die erste Liga. Am 31. Mai 2025 stand er mit den Warriors im Finale des Thai League Cup. Hier traf man im BG Stadium auf Buriram United. Am Ende musste man sich mit 2:0 geschlagen geben.

### Nationalmannschaft
Anan Yodsangwal gab sein Debüt in der thailändischen Nationalmannschaft am 10. September 2024 in einen Freundschaftsspiel gegen Vietnam. Bei dem 2:1-Erfolg im Mỹ-Đình-Nationalstadion in Vietnam wurde er in der 83. Minute für Patrik Gustavsson eingewechselt. Im Oktober 2024 nahm er mit der Mannschaft am King’s Cup 2024 teil. Im Endspiel am 14. Oktober 2024 im Tinsulanon Stadium in Songkhla besiegte man das Team aus Syrien mit 2:1.

## Erfolge

### Verein
Lamphun Warriors FC
- Thai League 3 – North: 2020/21  ▲
- Thailändischer Zweitligameister: 2021/22  ▲
- Thailändischer Ligapokalfinalist: 2024/25

### Nationalmannschaft
Thailand
- King’s Cup: 2024